# Grand Mesa
La Grand Mesa est une grande mesa située dans l'Ouest du Colorado aux États-Unis. Elle a une superficie d'environ 1 300 km2 et s'étend sur plus de 65 kilomètres à l'est de Grand Junction entre le fleuve Colorado et la rivière Gunnison, ce qui en fait la plus grande au monde. Le versant nord de la mesa est surtout drainé par le Plateau Creek, un cours d'eau qui se jette dans le fleuve Colorado. La mesa s'élève en moyenne à 1 500 mètres au-dessus des rivières de la région, atteignant une élévation de 3 400 mètres. Son altitude maximale est de 3 425 mètres au pic Crater. La Grand Mesa est plate à quelques endroits et plutôt accidentée en d'autres.
La plus grande partie de la mesa se situe dans le Grand Mesa National Forest. Plus de 300 lacs, naturels et artificiels, servant à l'irrigation, sont répartis sur le haut de la mesa.

Une vue panoramique de la Grand Mesa avec le mont Garfield et le Book Cliffs, visibles à sa gauche.